# Academia Latinoamericana del Violín
La Academia Latinoamericana del Violín es una institución creada el 16 de septiembre de 1991 por el Maestro José Antonio Abreu junto al Maestro José Francisco del Castillo con el objetivo de consolidar en Venezuela y proyectar en Latinoamérica y el mundo a escuela violinística nacional. Desarrolla su academia en pro de la excelencia de la interpretación de este instrumento. Actualmente es dirigida por el Maestro José Francisco del Castillo, y cuenta con un grupo de docentes de alta calidad artística que son: José Francisco del Castillo, Sergio Celis, Luis Miguel González, Mercedes Salazar y Víctor Vivas.
Se ubica en Avenida Bolívar, Torre Oeste, Parque Central, Piso 1, Sala 5, Distrito Capital, Caracas, Venezuela.